# Alba Parietti
Pour les articles homonymes, voir Parietti.
Alba Parietti, née le 2 juillet 1961 à Turin, est une actrice, chanteuse et présentatrice de télévision italienne.

## Biographie
La carrière d'Alba Parietti commence en 1977, avec un rôle dans la pièce de théâtre L'importance d'être Constant, d'Oscar Wilde. Elle apparaît à la télévision pour la première fois en 1975, et obtient son premier rôle au cinéma en 1983, dans Sapore di Mare. En 1992, elle a coprésenté le festival de Sanremo avec Pippo Baudo.
En tant que chanteuse, elle interpréta sous son seul prénom d'Alba le single Only Music Survives en 1985, dans le plus pur style italo disco, sous le label Merak Music, qui connut un certain succès. Sous le même label, elle sortit les titres Jump And Do It en 1986 et Dangerous en 1987, sans toutefois parvenir à connaître le même succès commercial.
Son nom a été avancé par la RAI pour la présentation du prochain Concours Eurovision de la Chanson qui se tiendra à Turin en mai 2022.   
Elle a un fils, Francesco (né le 6 avril 1982), de son mariage avec Franco Oppini.

## Filmographie
- 1983 : Sapore di Mare (version américaine : Time for Loving)
- 1988 : Bye Bye Baby
- 1991 : Abbronzatissimi
- 1992 : Saint Tropez, Saint Tropez
- 1998 : Il Macellaio (version américaine : The Butcher)
- 1998 : Paparazzi de Neri Parenti

## Discographie
- 1985 : Only Music Survives
- 1986 : Jump And Do It
- 1987 : Dangerous

## Sources
- (en) Cet article est partiellement ou en totalité issu de l’article de Wikipédia en anglais intitulé « Alba Parietti » (voir la liste des auteurs).

1. 1 2  (en) « Alba », sur Discogs (consulté le 4 septembre 2020).